# Дом браће Крстић
Дом браће Крстић се налази у Београду, у улици Краља Милутина 5, од 1973. године има статус споменика културе.
Дом браће Крстић, саграђен је крајем 19. века као репрезентативни стамбени објекат, пошто нема сачуваних података, претпоставља се, на основу неких елемената декорације, да би аутор пројекта могао бити архитекта Јован Илкић.
Убрзо по подизању у зграду се уселила породица Крстић у којој су рођени познати архитекти Петар и Бранко. 

Дом браће Крстић представља једну од ретко сачуваних мањих стамбених зграда на територији између Теразија и трга Славија. Петар и Бранко Крстић су своју каријеру започели награђеним пројектом за Павиљон Југославије на изложби у Филаделфији 1925. године, а потом и награђеним решењем за Светосавски храм 1927. године. Припадали су Групи архитеката модерног правца, а њихово заједничко дело обухвата више десетина пројектованих и изведених објеката, међу којима су палата Аграрне банке, црква Светог Марка, Игуманова палата.
Кућа је обновљена у првој деценији 21. века.

## Историјат
Дом браће Крстић је саграђен око 1895. године. Предузимач радова био је Гавра Сабовљевић, који је објекат сазидао као „кућу за ренту“, а убрзо ју је продао родитељима браће Крстић. У кући су рођени Петар (1899) и Бранко Крстић(1902). Њихов отац је умро веома рано, већ 1904. године. По завршетку школовања браћа Крстић радили су у собама из дворишта, док су стамбене собе биле са улице. У дворишној згради која је дограђена непосредно после Првог светског рата, формиран је пројектантско-извођачки биро „Архитект“ чији су оснивачи били Милан Секулић, М. Петровић-Обућина и Драгиша Брашован.
Кућа је формално променила власника средином педесетих година када је мајка умрла, а Петар и Бранко Крстић су основали своје породице. Нешто касније дошло је до поделе власништва на два идеална дела без било каквих промена у диспозицији простора.

## Опис
Објекат у Улици краља Милутина бр.5 у Београду је приземна породична зграда са четири собе, развијене око хола, и одељењима у подруму која служе као помоћне просторије- Опрема стана је уобичајена, стим да су под и сокла у холу израђени од мермера, а таваница једне просторије је дрвена и касетирана.

## Значај
Дом браће Крстић представља једну од ретко очуваних мањих стамбених зграда на простору између Теразија и Трга Славија. Судећи према богатој профилацији око прозора може се претпоставити да је аутор објекта био архитекта Јован Илкић. Вредност објекта потиче од чињенице да је у питању очувани амбијент у коме је стварано вредно архитектонско дело чувених архитеката браће Петра и Бранка Крстића те има културно-историјску вредност. Дом браће Крстић прослешен је за споменик културе (Решење Завода за заштиту споменика културе града Београда бр. 491/1 од 10.4.1973.)